# SMART-L雷達

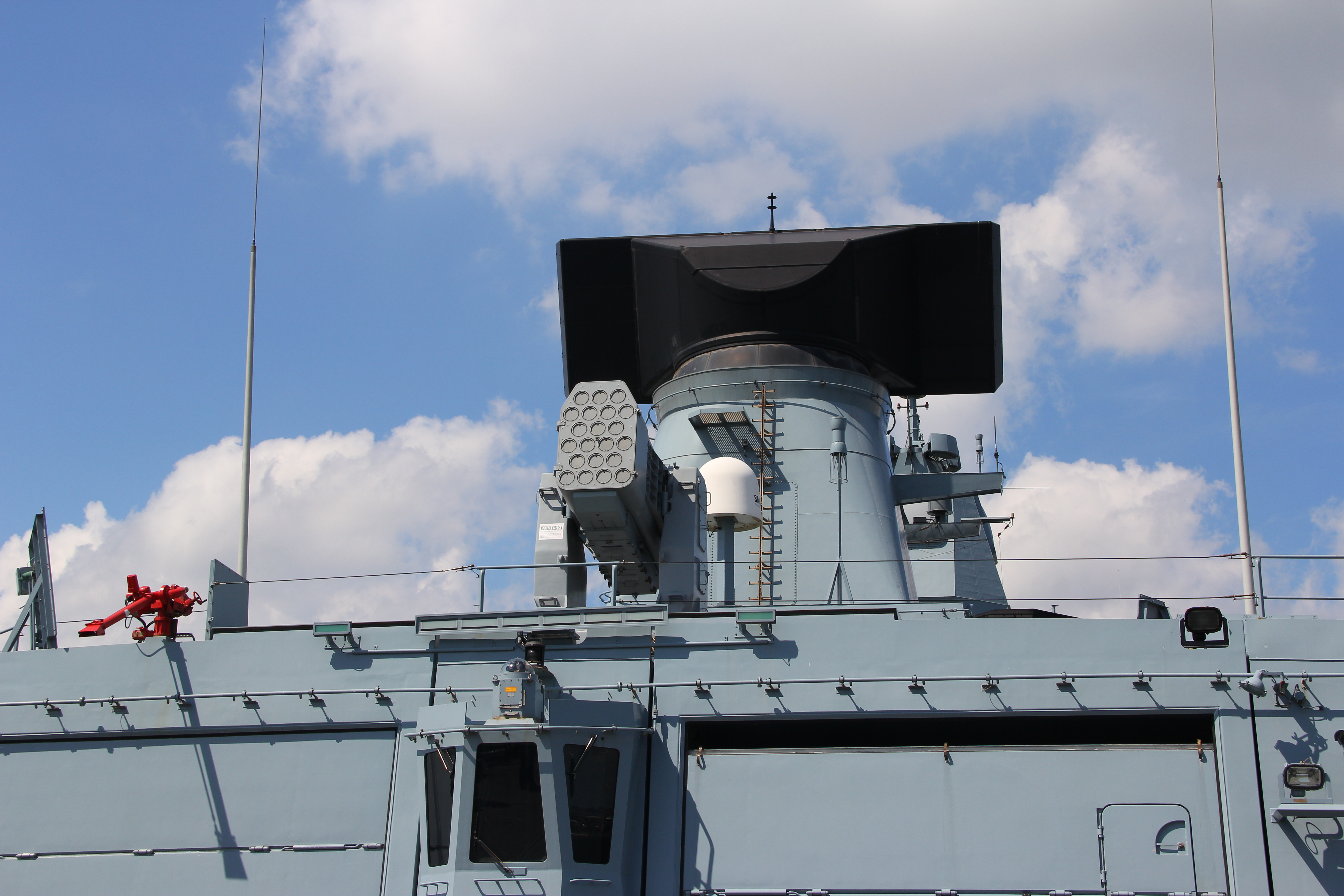
薩克森級巡防艦漢堡號的SMART-L雷達

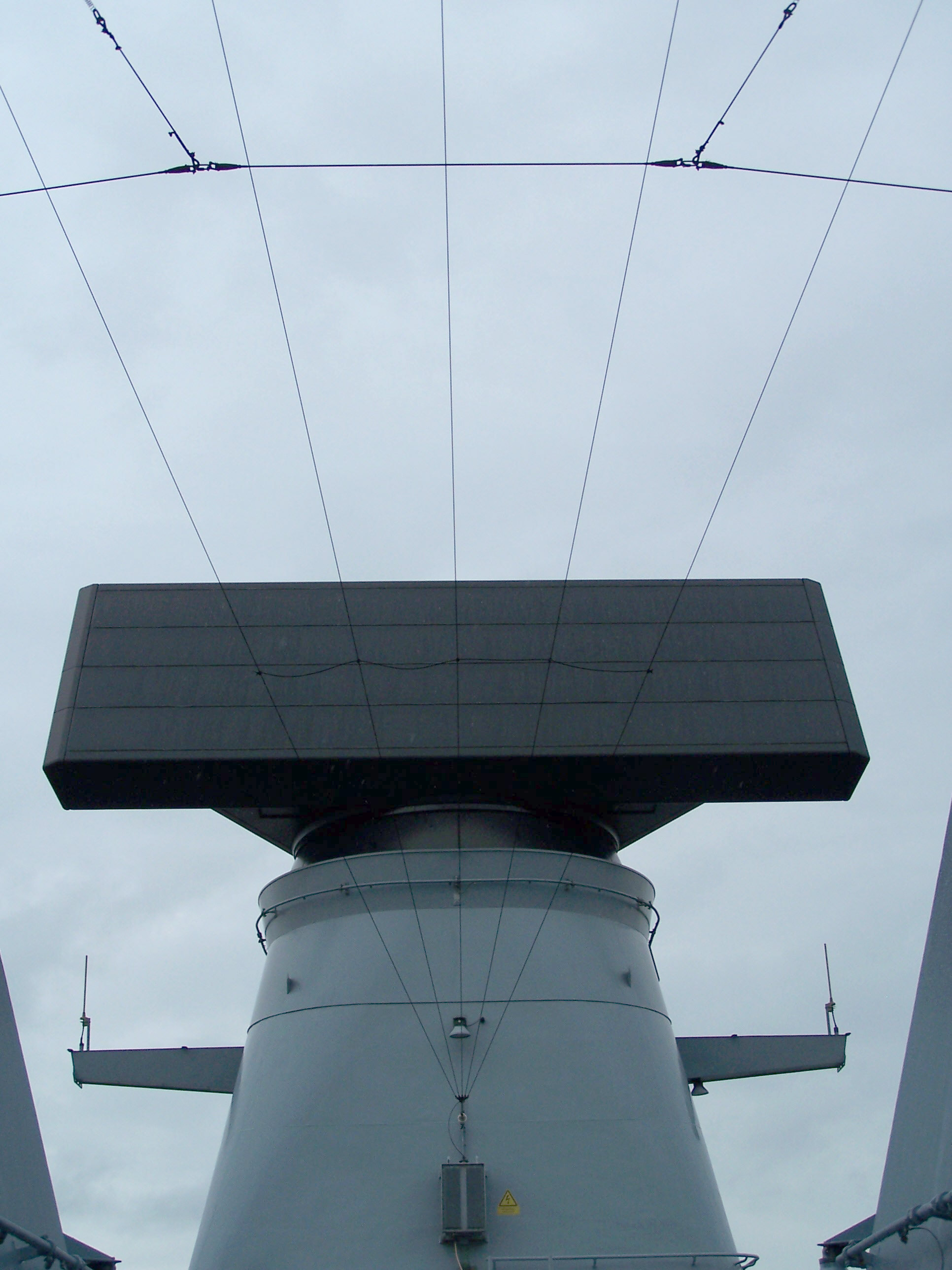
薩克森級巡防艦漢堡號(F220)的SMART-L雷達

SMART-L雷達，為泰勒斯荷兰分公司（原荷蘭信號公司，Hollandse Signaalapparaten）生產的被動電子掃瞄陣列雷達（PESA），SMART-L由24個水平向線性陣列構成，此外，SMART-L另有因英國、法國和義大利地平線驅逐艦計劃而衍生的S1850M電子掃描陣列雷達。

## 型號
- SMART-L
- SMART-L EWC (Early Warning Capability)
- SMART-L GB (Ground-Based)
- S1850M

## 設計與規格

### SMART-L規格
- 天線系統：
  - 尺寸：8.4乘4乘4.4米（28乘13乘14英尺）, 7,800（17,200磅）
  - 天線陣列數：24
  - 波束數：16
  - 波束寬度： 
    - 水平：2°
    - 垂直涵蓋範圍：0–70°

  - Polarization：垂直
  - 波段：D波段（英语：D band (NATO)）（以前L波段）
  - 每分鐘轉速（rpm）：12
  - 整合敵我識別系統，D波段（英语：D band (NATO)）
- 最大偵測範圍：
  - 匿蹤飛彈：65（35海里）
  - 飛機：400（220海里）
  - 彈道飛彈：2000 km（升級後）[1]
- 最大追蹤數量：
  - 對空：1000
  - 對海：100

## 資料來源
1. ↑  .   [2021-02-08]. （原始内容存档于2013-10-20）.

## 外部連結
- SMART-L/S1850M/SMART-L MN長程對空搜索雷達（页面存档备份，存于）mdc